# Nestor Larras
Nestor Prosper Larras (Sidi M'Hamed (Alger), 18 juillet 1868-Alger, 2 septembre 1955) est un cartographe français. 

## Biographie
Brillant étudiant, il est reçu simultanément, en 1886, à Polytechnique, à Saint-Cyr et à l'École normale supérieure et choisit Polytechnique. 
Attaché à la mission militaire française auprès du sultan du Maroc (1897-1907), il élabore une carte synthétique du Maroc où il voyage la plupart du temps seul. Il établit ainsi de nombreux relevés topographiques dans le triangle Tanger-Fez-Rabat, le littoral atlantique et les régions de Taroudant et d'Agadir, ce qui représente environ huit mille cinq cents kilomètres levés à la boussole et au sextant. 
On lui doit ainsi des cartes du Maroc comme une carte d'ensemble au 1/5 000 000 en trois feuilles, une carte de reconnaissance du Maroc occidental au 1/250 000 en sept feuilles, une carte détaillée au 1/100 000 en trente-deux feuilles etc. ainsi que les plans de villes comme Fez ou Marrakech. 
Président de la Société de topographie de France, secrétaire général de l'Association française de la Sarre, il écrit dans de nombreuses revues telles la Revue de géographie et le Bulletin du comité de l'Afrique française.
Lauréat de l'Institut, il reçoit en 1906 le prix Binoux et en 1908 le prix Gay. Lauréat, de même, de la Société de géographie commerciale de Paris, titulaire du Grand prix du Président de la République de la Société de topographie de France, il est blessé dans une unité combattante lors de la Première Guerre mondiale, ce qui lui vaut la Croix de guerre et de la Croix belge.
Chevalier (1901), Commandeur (1924) puis Grand Officier de la Légion d'honneur (1930), il est élu en 1934 à l'Académie des sciences coloniales.

## Travaux
- La population du Maroc, La Géographie, 1906, p. 337-348